# Уамальес
Уамальес (исп. Provincia de Huamalíes) — одна из 11 провинций перуанского региона Уануко. На севере ограничивается провинцией Уакайбамба; на востоке с провинцией Леонсио Прадо; на юге с провинцией Дос-де-Майо; и западом с провинцией Хуари департамента Анкаш. Население провинции составляет 68 тысяч человек, а столицей является город Ллата.

## География
Провинция имеет расширение 3 144,50 квадратных километров. Его рельеф очень бурный и обычно гористый, потому что территория провинции расположена в ее западной и андской части у восточного фланга Кордильера-Бланка и западного фланга Центральной Кордильеры. Эти фланги разделены рекой Мараньон, которая делит территорию провинции на две части, в форме глубокого и широкого ущелья, которое размыло Андское плато на глубине нескольких сотен метров. Эти фланги в свою очередь прорезаны оврагами, перпендикулярными каньону Мараньон.
Восточная часть расположена на восточном фланге Центральной Кордильеры и соответствует району Амазонки в провинции, орошаемой рекой Монзон.

### Гидрография
В его Андском районе главной гидрографической осью является река Мараньон, которая пересекает западную часть провинции Уамалиес в направлении юг-север. Эта великая река принимает многочисленные притоки, которые протекают через перпендикулярные ущелья, расположенные на обоих берегах.
Из-за области джунглей главной рекой является Монзон, приток реки Хуаллага, которая зарождается на восточном склоне Центрального хребта и спускается на юго-восток к КП. Чудеса продолжаются на восток, до границы с провинцией Леонсио Прадо.

## Административное деление
Он разделен на одиннадцать районов, которые расположены на обоих берегах реки Мараньон.
| №  | Дистрикт                                       | Капитал                                | Дата основания     | Карта провинции |
| -- | ---------------------------------------------- | -------------------------------------- | ------------------ | --------------- |
| 1  | Льята (Llata)                                  | Льята (Llata)                          |                    |                 |
| 2  | Пуньос (Puños)                                 | Пуньос (Puños)                         | 7 октября 1942 г.  |                 |
| 3  | Мирафлорес (Уамальес) (Miraflores (Huamalíes)) | Мирафлорес (Miraflores)                | 15 июля 1936 г.    |                 |
| 4  | Пунчао (Punchao)                               | Пунчао (Punchao)                       | 7 октября 1942 г.  |                 |
| 5  | Синга (Singa)                                  | Синга (Singa)                          | 3 сентября 1913 г. |                 |
| 6  | Хакас-Гранде (Jacas Grande)                    | Хакас-Гранде (Jacas Grande)            | 29 октября 1923 г. |                 |
| 7  | Чавин-де-Париарка (Chavín de Pariarca)         | Чавин-де-Париарка (Chavín de Pariarca) |                    |                 |
| 8  | Тантамайо (Tantamayo)                          | Тантамайо (Tantamayo)                  | 29 октября 1923 г. |                 |
| 9  | Хиркан (Jircan)                                | Хиркан (Jircan)                        | 7 октября 1942 г.  |                 |
| 10 | Аранкай (Arancay)                              | Аранкай (Arancay)                      | 2 января 1857 г.   |                 |
| 11 | Монзон (Monzón)                                | Монзон (Monzón)                        | 2 января 1857 г.   |                 |

Первые пять округов расположены на западном берегу реки Мараньон, пять предпоследних — на восточном берегу упомянутой реки, а последний район, который является джунглями, расположен на обоих берегах реки Монзон.